# Деменко, Максим Владимирович
Макси́м Влади́мирович Деме́нко (21 марта 1976, Краснодар, СССР) — российский футболист, полузащитник, экс-игрок сборной России.

## Карьера

### Клубная
Известен по выступлениям за «Кубань», киевское и краснодарское «Динамо», самарские «Крылья Советов», сочинскую «Жемчужину», петербургский «Зенит», «Ростсельмаш» и московский «Спартак».
Практически завершил свою профессиональную карьеру в 2004 году после того, как долгое время не мог восстановиться после различных травм. По словам самого игрока, и травмы и трудности с выздоровлением напрямую связаны с употреблением игроками московского «Спартака» (в том числе и им) запрещённых препаратов в 2003 году, итогами чего стали громкий допинговый скандал и дисквалификация на год капитана «Спартака» Егора Титова.
Деменко:
Я пропустил из-за травм весь 2004 год и напрямую связываю это с тем допинговым беспределом. Организм ведь перестает чувствовать порог опасности. У меня произошел разрыв боковой связки колена и воспалился мениск. Лечился много месяцев, и врач в какой-то момент даже засомневался: «Что-то слишком долго залечивается». На моё предположение, что это может быть связано с допинговой историей, он ответил: да, вполне возможно.
С 2005 года выступал в любительских соревнованиях на уровне Краснодарского края в составе «Динамо» из Краснодара. По итогам футбольного чемпионата Краснодарского края 2006 года Деменко получил приз — «Лучший футболист сезона». В составе «Динамо» стал дважды чемпионом Краснодарского края (2005, 2008), 1 раз обладателем Кубка Краснодарского края (2008) и дважды Суперкубка (2005 и 2008).
Во время выступления за любительскую команду «Динамо» (Краснодар) Максим Деменко проходил правоохранительную службу в Федеральной службе РФ по контролю за оборотом наркотиков на оперативных должностях, дослужившись до старшего лейтенанта полиции. Краснодарское «Динамо» курировал тогда генерал-лейтенант МВД Михаил Крапивный, бывший президент ФК «Кубань».
С 2009 по июль 2010 играл в Первом дивизионе чемпионата России за ФК «Краснодар». 27 июля 2010 года Деменко подписал контракт с клубом из Первого дивизиона «Жемчужина-Сочи».
20 января 2012 года подписал контракт с новороссийским «Черноморцем»
В 2013 году стал главным тренером «Афипса» (пос. Афипский), выступающего в высшей лиге чемпионата Краснодарского края. Команда по итогам чемпионата края завоевала бронзовые медали.
В 2016—2017 годах являлся спортивным директором футбольного клуба «Сочи».

### В сборной
В 1995 году сыграл один матч за олимпийскую сборную России. В 2000 году сыграл два матча за сборную России. Также принимал участие в неофициальном товарищеском матче сборных России и второй команды Германии.
| Матчи Деменко за сборную России | Матчи Деменко за сборную России | Матчи Деменко за сборную России | Матчи Деменко за сборную России | Матчи Деменко за сборную России | Матчи Деменко за сборную России | Матчи Деменко за сборную России |
| ------------------------------- | ------------------------------- | ------------------------------- | ------------------------------- | ------------------------------- | ------------------------------- | ------------------------------- |
| №                               | Дата                            | Оппонент                        | Счёт                            | Голы Деменко                    | Соревнование                    |                                 |
| 1                               | 26 апреля 2000                  | США                             | 2:0                             | —                               | Товарищеский матч               |                                 |
| 2                               | 31 мая 2000                     | Словакия                        | 1:1                             | —                               | Товарищеский матч               |                                 |
| —                               | 28 марта 2000                   | Германия-2                      | 4:4                             | —                               | Неофициальный товарищеский матч |                                 |

Итого: 3 матча / 0 голов; 1 победа, 2 ничьи.

## Достижения

### Командные
- Чемпион Украины: 1994
- Бронзовый призёр чемпионата России: 2001
- Обладатель Кубка России: 2003
- Главный тренер ФК «Афипс», бронзовый призёр 2013 г.

### Личные
- Лучший либеро по оценкам «Спорт-Экспресс»: 1999 (средняя оценка 6,19)

## Факты
- По состоянию на 2006 год — один из шести футболистов, забивавших в чемпионатах России в составе 5 различных клубов («Лада» (1996) — 2, «Крылья Советов» (1998) — 1, «Жемчужина» (1999) — 5, «Зенит» (2000, 2001) — 10, «Ростсельмаш» (2002) — 4)[8]
- Единственный полевой игрок в чемпионатах России, которому дважды приходилось вставать в ворота своей команды после удаления вратаря (без возможности замен):

1. 25 октября 1996. «Лада» Тольятти — «Балтика» Калининград 0:5 (0:3). Встал в ворота при счёте 0:3, после удаления Шульги на 70-й минуте.
2. 18 сентября 2000. «Анжи» (Махачкала) — «Зенит» (Санкт-Петербург) 3:2 (2:1). Встал в ворота при счёте 2:2, после удаления Бородина на 90-й минуте. Пропустил решающий гол на 5-й добавленной к матчу минуте[9]. Причём Бородин был удалён за игру головой за пределами своей штрафной площади[10] — таким образом, рекорд состоялся благодаря ошибке арбитра встречи Сергея Гусева. В этом же матче сыграл на всех позициях — начал игру в полузащите, по ходу первого тайма перешёл в атаку, после перерыва стал центральным защитником[11].